# アブレク・ナグチェフ
アブレク・ナグチェフ（Abrek Naguchev 2002年4月13日- ）はロシアのトゥアプセ出身の柔道家。階級は66kg級。得意技は大内刈と舟久保固めを始めとした抑込技。

## 人物
2017年のヨーロッパカデ選手権55㎏級で3位になった。世界カデでは個人戦で3位、団体戦では優勝した。その後階級を66㎏級まで上げると、2018年のヨーロッパカデ選手権では個人戦及び団体戦でともに優勝した。ユースオリンピックでは個人戦で2位、団体戦では3位だった。2019年の世界カデでは優勝した。兄のカズベク・ナグチェフも2017年の大会では60㎏級で優勝しているため、大島優磨、大島拓海に次ぐ兄弟優勝となった。ヨーロッパジュニアでは3位だった。2021年の世界ジュニアでは優勝を飾った。なお、今大会の57㎏級で優勝した同郷のクセニア・ガリツカヤとともに、父親の指導で稽古を積んでいる。2023年の世界選手権では中立選手として出場するも、2回戦で敗れた。2024年のパリオリンピックには出場できなかったが、2025年のグランドスラム・トビリシで優勝した。
IJF世界ランキングは590ポイント獲得で68位(25/7/20現在)。

## 主な戦績
- 2017年 - ヨーロッパカデ選手権　3位(55㎏級)
- 2017年 - 世界カデ　個人戦　3位(55㎏級)　団体戦　優勝

66㎏級の戦績　
- 2018年 - ヨーロッパカデ選手権　個人戦　優勝　団体戦　優勝
- 2018年 - ユースオリンピック　個人戦　2位　団体戦　3位
- 2019年 - 世界カデ　優勝
- 2019年 - ヨーロッパジュニア　3位
- 2020年 - ヨーロッパジュニア　3位
- 2021年 - 世界ジュニア　優勝
- 2021年 -　世界軍人選手権大会　3位
- 2025年 -　グランドスラム・トビリシ　優勝
- 2025年 - ワールドユニバーシティゲームズ　2位

(出典、)。